# جيمري بايسال
جيمري بايسال (بالتركية: Cemre Baysel)؛ هي ممثلة تركية ولدت في (5 فبراير 1999).

## الحياة الشخصية
ولدت جيمري في إزمير ولديها أخ واحد هو مدحت بايسال، درست جيمري في جامعة إيجة قسم تعليم الرسم.

## الحياة الفنية
بدايتها 2014م بدورها في مسلسل البحر الأخضر، وظهرت في التلفاز كممثلة دعايات، وممثلة مسرح في مسرح الجامعة، قدمت المسرحيات مع نادي الجامعة.
ثم ظهرت في مسلسل السلطان عبد الحميد الأول 2017 ومسلسل لا تترك يدي عام 2018، وكان أول أعمال البطولة لها جانبي الأيسر.
في عام 2021، لعبت جيمري الدور البطولي في الدراما الرومانسية الكوميدية لعبة الحظ على قناة كانال دي.
في عام 2022، تم اختيار جيمري لدور البطولة في المسلسل الرومانسي اجمل معك على قناة فوكس.
في عام 2024 لعبت جيمري بفيلم رومنسي قصة حُب Ask Filmi تدور أحداثه حول عارضة الأزياء (ياز) التي تلتقي بمخرج الفيلم الذي تشارك فيه، حيث تبدأ علاقتهما بشكل غير جيد إلى أن تتحول لحب ثم حزن لن ينسوه طوال حياتهم.

## اعمالها
| العام     | عنوان                                       | الدور                | ملاحظات             |
| --------- | ------------------------------------------- | -------------------- | ------------------- |
| 2014      | البحر الأخضر Yeşil Deniz                    |                      | مسلسل               |
| 2017      | السلطان عبدالحميد الأول Payitaht Abdülhamid |                      | مسلسل تاريخي        |
| 2018      | لا تترك يدي Elimi Bırakma                   |                      | مسلسل               |
| 2020 2021 | جابني الأيسر Sol Yanim                      | بيريجيك              | مسلسل               |
| 2021      | لعبة الحظ Baht Oyunu                        | ادا توزون            | مسلسل كوميدي رومنسي |
| 2022      | أجمل منك Senden Daha Güzel                  | الطبيبة ايفسون آرمان | مسلسل كوميدي رومنسي |
| 2024      | قصة حُب Ask Filmi                            | عارضة الأزياء ياز    | فيلم رومنسي         |
| 2024 2025 | ليلى Leyla                                  | ليلى                 | مسلسل درامي رومنسي  |

## روابط خارجية
جيمري بايسال على موقع IMDb (الإنجليزية)
- جيمري بايسال على موقع قاعدة بيانات الأفلام العربية
- جيمري بايسال على موقع أول موفي (الإنجليزية)
- جيمري بايسال على موقع قاعدة بيانات الفيلم (الإنجليزية)
- جيمري بايسال على موقع كينوبويسك (الروسية)